# Сарабанда
Сараба́нда (ісп. zarabanda) — старовинний іспанський народний танець. Танцювали її із супроводом гітари або співу із флейтою й арфою. Через свій чуттєвий і звабний характер, нерідко хтиві слова, 1583 року сарабанда була на деякий час заборонена іспанським королем Філіппом ІІ. Пізніше цей танець потрапив до Франції в переробленому варіанті, отримавши шляхетний і величний характер.
Тактовий розмір сарабанди — 3/4 або 3/2. При цьому друга і третя доля часто лігуються, утворюючи специфічний малюнок — чвертка + половинка.
У бароковій музиці сарабанда стала невід'ємною частиною інструментальних сюїт, слідуючи, як правило, після куранти і бувши найповільнішою частиною циклу. Написані у двочастинній формі, сарабанади зустрічаються у сюїтах Й. С. Баха, Й. Гайдна. Відродження інтересу до сарабанди спостерігалося у XX столітті, зокрема у творчості К. Дебюссі та Е. Саті.